# Нова-Олинда (Параиба)
Нова-Олинда (порт. Nova Olinda) — муниципалитет в Бразилии, входит в штат Параиба. Составная часть мезорегиона Сертан штата Параиба. Входит в экономико-статистический микрорегион Пианко. Население составляет 6648 человек на 2006 год. Занимает площадь 84,253 км². Плотность населения — 78,9 чел./км².
Праздник города — 15 августа.

## История
Город основан в 1890 году.

## Статистика
- Валовой внутренний продукт на 2003 год составляет 12 099 730,00 реалов (данные: Бразильский институт географии и статистики).
- Валовой внутренний продукт на душу населения на 2003 год составляет 1844,19 реалов (данные: Бразильский институт географии и статистики).
- Индекс развития человеческого потенциала на 2000 год составляет 0,605 (данные: Программа развития ООН).